# Gan (wielerploeg)
Gan was een Franse wielerploeg, die bestond van 1993 tot 1998. De wielerploeg Gan werd gesponsord door het gelijknamige verzekeringsbedrijf.

## Historiek
Gan was een voortzetting van wielerploeg Z, dat op zijn beurt weer een voortzetting was van de vermaarde Peugeot wielerploeg. In feite gaat de geschiedenis van de voortzetting van deze ploeg dus terug tot 1901. Van 1973 tot 1976 was Gan reeds sponsor geweest van het wielerteam Mercier; dit was echter een andere ploeg dan het latere Gan.
Gan werd op zijn beurt op 3 augustus 1998 als sponsor opgevolgd door Crédit Agricole, waarna de wielerploeg Crédit Agricole ontstond.
De ploegleider en technisch directeur van Gan was Roger Legeay. Hij werd bijgestaan door Serge Beucherie (1993-1998), Francis Van Londersele (1995-1996), Denis Roux (1997-1998) en Michel Laurent (1998).
Gan reed in 1993 en 1994 op fietsen van LeMond, daarna op fietsen van Eddy Merckx.